# Haia
Haia o Haya è una divinità sumera minore, sposo di Nisaba (o Nidaba), dea maggiore della saggezza, della scrittura e della letteratura. Era venerato come dio dei magazzini e  guardiano delle porte. Era anche protettore della scrittura e degli scribi. Era un  ufficiale della guardia del dio Enlil.
Il suo culto, praticato soprattutto nella Mesopotamia meridionale, si svolgeva soprattutto fra Umma e Ur, nel tempio di Nanna, dio della luna. Due iscrizioni frammentarie di Ninive menzionano la costruzione pianificata di un tempio dedicato a Haya da parte del re neo-assiro Sennacherib (ca. 704-681 a.C.).